# 貴船神社 (名古屋市)
貴船神社（きふねじんじゃ）は、愛知県名古屋市名東区一社3丁目14番地に存在する神社。法人格の名称は宗教法人貴船社（法人番号：7180005001911）。「貴舩神社」「貴船社」という表記も用いられる。この項目では、名古屋市名東区一社3丁目に存在する貴船神社について解説する。同じく名古屋市名東区内の貴船に存在する貴船神社や、かつて名東区上社に存在した貴船神社とは異なる。

## 概要
名古屋市名東区内には現在「貴船神社」という名称の神社が本項目を含めて2つ存在する。一方は、本項目で解説する名東区一社に存在する「貴船神社」で、他方は名東区貴船に存在する「貴船社」である。なお一社に存在するものを「貴船神社」、貴船に存在するものを「貴船社」と表記されるが、正式にはどちらも「貴船社」である。かつては、上社村（現在の名東区上社）にも貴船神社があったが、1909年に日吉神社に合祀された。本項目で解説する貴船神社の東側には神蔵寺が併設されている。
この周辺の地域（上社村、下社村、一色村の3村）では「矢白の伝説」という伝説が伝わっており、それに由来する「矢白神社」が現在の貴船、一社、上社にある「貴船神社」の前身とされる。
境内には、区画整理により現在の打越交差点付近に「開墾記念碑」と共に祀られていた「金比羅宮」が移設されている。

## 歴史
前述の通り、この周辺（上社村、下社村、一色村のこと。以下、社村と呼ぶ。）にある貴船神社の前身は「矢白の伝説」による「矢白神社」と言われ、社村の守り神として祀られていた。その後、社村が一色村、上社村、下社村の3村に別れた際に「矢白神社」も3つに分けられたとされ、それらが後に現在の名東区に複数存在する「貴船神社」となったと考えられる。本項目で解説している貴船神社の周辺は社村のうち「一色村」（「いっしきむら」、「いしきむら」とも）であり、一色村の貴船神社は3村に創建された神社のうち最も新しいと考えられる。現在の貴船神社に併設されている神蔵寺の東側には一色城建てられていたように16世紀には柴田勝重や柴田勝家の勢力の下にあった。
※ 「一色村」「下社村」「上社村」に関しては名東区#歴史の項目を参照。
1670年代前半に貴船神社は創建されたと考えられるが、創建された年代を明確には特定できない。

### 名称の由来
「猪高村誌」によると「柴田勝家の領地の川には橋がなく、勝家の定めによって造られたられた舟橋で通行していた。舟橋というのは、川に舟を並べて繋ぎ、その上に板を渡した仮の橋を言う。その貴い舟を神の名にしたというのが、貴船の名の由来」と紹介されている。

### 年表
- 1501年 - 柴田勝重により神蔵寺（現在は貴船神社の東に併設）が創建される。なお、現在と当時で神蔵寺の位置は異なり、当時は現在よりも東にあった。このころに一色城も創建されたとされる[1]。
- 1584年 - 一色城が小牧・長久手の戦いのときに羽柴軍によって焼かれ、廃城になるが、神蔵寺は焼けなかった[1]。
- 1670年代 - この頃に現在の位置にある貴船神社が創建されたと考えられる[1]。
- 1684年8月 - 貴船神社、社殿を再建。 [1]
- 1734年 - 神蔵寺が現在の位置に移転。[1]
- 1872年7月 - 村社に列格する[5]
- 1952年 - 宗教法人設立。
- 1983年11月6日 - 参集殿を新築する[5]。

## 備考
基本的に無人の神社だが、月例祭の有る毎月1日と15日は午前10時頃まで社務所が開かれる。

## 周辺
神蔵寺
貴船神社の東側に併設されている。一色城内と共に柴田勝重により創建された。
秋葉神社
貴船神社の南側にある神社。貴船神社との関連は不明。

## 交通アクセス
- 名古屋市営地下鉄東山線一社駅から徒歩8分[5]
- 東名高速道路名古屋インターチェンジから車で5分[5]